# 2002–2003-as német labdarúgó-bajnokság (másodosztály)
A 2002-2003-as német labdarúgó bajnokság másodosztálya a 28. idénye volt a Bundesliga 2-nek. A bajnokságot az SC Freiburg nyerte meg, mögötte az 1. FC Köln és az Eintracht Frankfurt jutott fel az első osztályba.

## Tabella
| #  | Csapat               | M  | Gy | D  | V  | Lg | Kg | Gk  | P  | Megjegyzés               |
| -- | -------------------- | -- | -- | -- | -- | -- | -- | --- | -- | ------------------------ |
| 1  | Freiburg (B) (F)     | 34 | 20 | 7  | 7  | 58 | 32 | +26 | 67 | Feljutás: a Bundesligába |
| 2  | Köln (F)             | 34 | 18 | 11 | 5  | 63 | 45 | +18 | 65 | Feljutás: a Bundesligába |
| 3  | Frankfurt (F)        | 34 | 17 | 11 | 6  | 59 | 33 | +26 | 62 | Feljutás: a Bundesligába |
| 4  | Mainz                | 34 | 19 | 5  | 10 | 64 | 39 | +25 | 62 |                          |
| 5  | Greuther Fürth       | 38 | 15 | 12 | 11 | 52 | 48 | +4  | 57 |                          |
| 6  | Aachen               | 34 | 14 | 9  | 11 | 57 | 48 | +9  | 51 |                          |
| 7  | Eintracht Trier      | 34 | 14 | 6  | 14 | 53 | 46 | +7  | 48 |                          |
| 8  | Duisburg             | 34 | 12 | 10 | 12 | 42 | 47 | −5  | 46 |                          |
| 9  | Union Berlin         | 34 | 10 | 15 | 9  | 36 | 48 | −12 | 45 |                          |
| 10 | Burghausen           | 34 | 10 | 14 | 10 | 48 | 41 | +7  | 44 |                          |
| 11 | Lübeck               | 34 | 13 | 5  | 16 | 51 | 50 | +1  | 44 |                          |
| 12 | LR Ahlen             | 34 | 11 | 7  | 16 | 48 | 60 | −12 | 40 |                          |
| 13 | Karlsruhe            | 34 | 9  | 12 | 13 | 35 | 47 | −12 | 39 |                          |
| 14 | Oberhausen           | 34 | 10 | 7  | 17 | 38 | 48 | −10 | 37 |                          |
| 15 | Braunschweig (K)     | 34 | 8  | 10 | 16 | 33 | 53 | −20 | 34 | Kiesés: a Regionalligába |
| 16 | Reutlingen (K)       | 34 | 11 | 6  | 17 | 43 | 53 | −10 | 39 | Kiesés: a Regionalligába |
| 17 | St. Pauli (K)        | 34 | 7  | 10 | 17 | 48 | 67 | −19 | 31 | Kiesés: a Regionalligába |
| 18 | Waldhof Mannheim (K) | 34 | 6  | 7  | 21 | 32 | 71 | −39 | 25 | Kiesés: a Regionalligába |

Forrás: Bundesliga.de
Rendezési elv: 1. pontszám; 2. gólkülönbség; 3. lőtt gólok.
Az FC St. Pauli és az Eintracht Braunschweig kiesett a Regionalliga Nordba. A Waldhof Mannheim és az SSV Reutlingen kiesett a Regionalliga Südbe.
# = helyezés; M = játszott meccsek száma; Gy = győzelmek; D = döntetlenek; V = vereségek; Lg = lőtt gólok; Kg = kapott gólok; Gk = gólkülönbség; Pont = pontok; (B) = bajnok; (K) = kiesett; (F) = feljutott.

## Góllövőlista
| Gól | Név               | Csapat               |
| --- | ----------------- | -------------------- |
| 20  | Andrij Voronyin   | 1. FSV Mainz 05      |
| 18  | Nico Frommer      | SSV Reutlingen       |
| 18  | Josef Ivanović    | Alemannia Aachen     |
| 18  | Matthias Scherz   | 1. FC Köln           |
| 15  | Zlatan Bajramović | SC Freiburg          |
| 15  | Marius Ebbers     | MSV Duisburg         |
| 13  | Najeh Braham      | Eintracht Trier      |
| 13  | Dirk Lottner      | 1. FC Köln           |
| 13  | Sascha Rösler     | SpVgg Greuther Fürth |
| 12  | Bruno Labbadia    | Karlsruher SC        |

## Lásd még
- 2001–2002-es Bundesliga
- 2001–2002-es német kupa

## Külső hivatkozások
- Bundesliga honlapja Archiválva 2012. augusztus 23-i dátummal a Wayback Machine-ben (németül) (angolul)
- 2. Bundesliga @ DFB (angolul) (németül)
- Kicker.de (németül)